# Ácido dinicotínico
El ácido dinicotínico (ácido piridin-3,5-dicarboxílico) es un compuesto orgánico heterocíclico, más precisamente un heteroaromático. Es uno de los muchos ácidos piridindicarboxílicos y consta de un anillo de piridina que lleva dos grupos carboxi en las posiciones 3 y 5.

## Preparación y propiedades
El ácido dinicotínico se puede formar calentando el ácido piridina-2,3,5,6-tetracarboxílico o el ácido carbodinicotínico (ácido piridina-2,3,5-tricarboxílico).
El ácido es poco soluble en agua y éter. Su punto de fusión de 323 °C es el más alto entre los ácidos piridindicarboxílicos. Al calentarse, se descarboxila y se descompone en ácido nicotínico: